# Ibor (Fluss)
Der Río Ibor ist ein ca. 60 km langer südlicher Nebenfluss des Río Tajo im Südosten der spanischen Provinz Cáceres in der Autonomen Region Estremadura.

## Verlauf
Die Quelle des Río Ibor befindet sich auf der Nordseite der Sierra de Guadelupe auf dem Gebiet der Gemeinde Guadalupe. Sein Weg führt konstant in Richtung Norden oder Nordwesten bis zu seiner Einmündung in die den Río Tajo aufstauenden Talsperre Valdecañas.

## Nebenflüsse und Stauseen
Der Río Ibor wird von zahlreichen Bächen (arroyos) oder (gargantas) gespeist; einziger längerer Nebenfluss ist der Río Pinarejo. Die letzten ca. 3 km des Flusses werden von der Talsperre Valdecañas mitgestaut.

## Orte
Am Fluss selbst befindet sich – mit Ausnahme von Navalvillar de Ibor – kein einziger Ort, doch tragen mehrere an seinem Ufer befindlichen Gemeinden den Beinamen Ibor (z. B. Bohonal de Ibor, Navalvillar de Ibor u. a.).

## Sehenswürdigkeiten
Der Río Ibor ist sehr sauber und fischreich, da weder kommunale noch landwirtschaftliche Abwässer eingeleitet werden. Teile seiner Uferzonen sind durch Wanderwege erschlossen und von kleineren Badestränden gesäumt. Auf dem Gemeindegebiet von Bohonal de Ibor queren eine mittelalterliche und eine neuzeitliche Brücke den Fluss. Wenige Kilometer südöstlich seiner Quelle befinden sich die Ermita de Humilladero und der in einem Talkessel gelegene Wallfahrtsort Guadalupe, dessen Kloster (Real Monasterio de Nuestra Señora de Guadalupe) im Jahr 1993 in die Liste des UNESCO-Weltkulturerbes aufgenommen wurde.

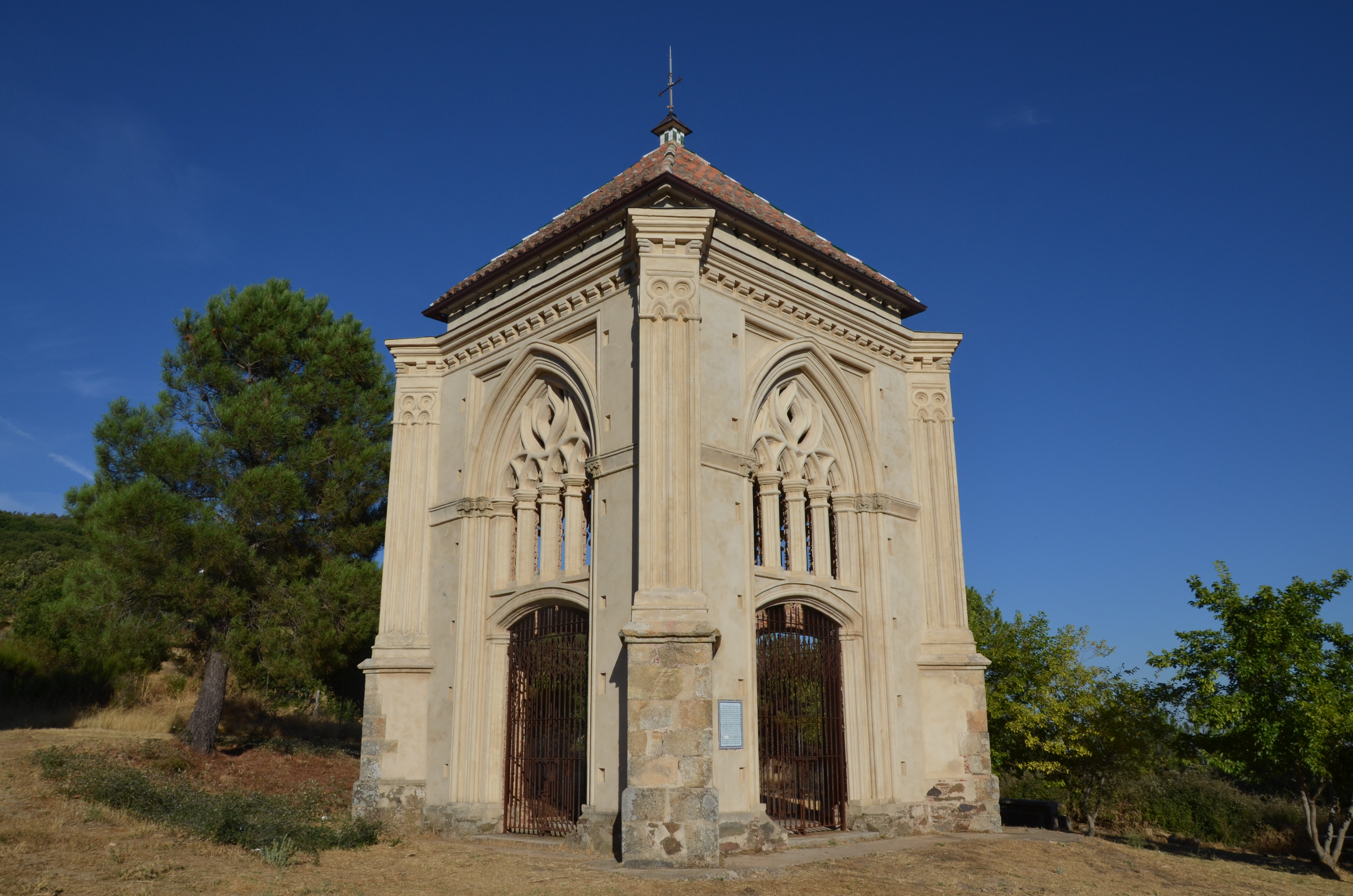
Ermita de Humilladero
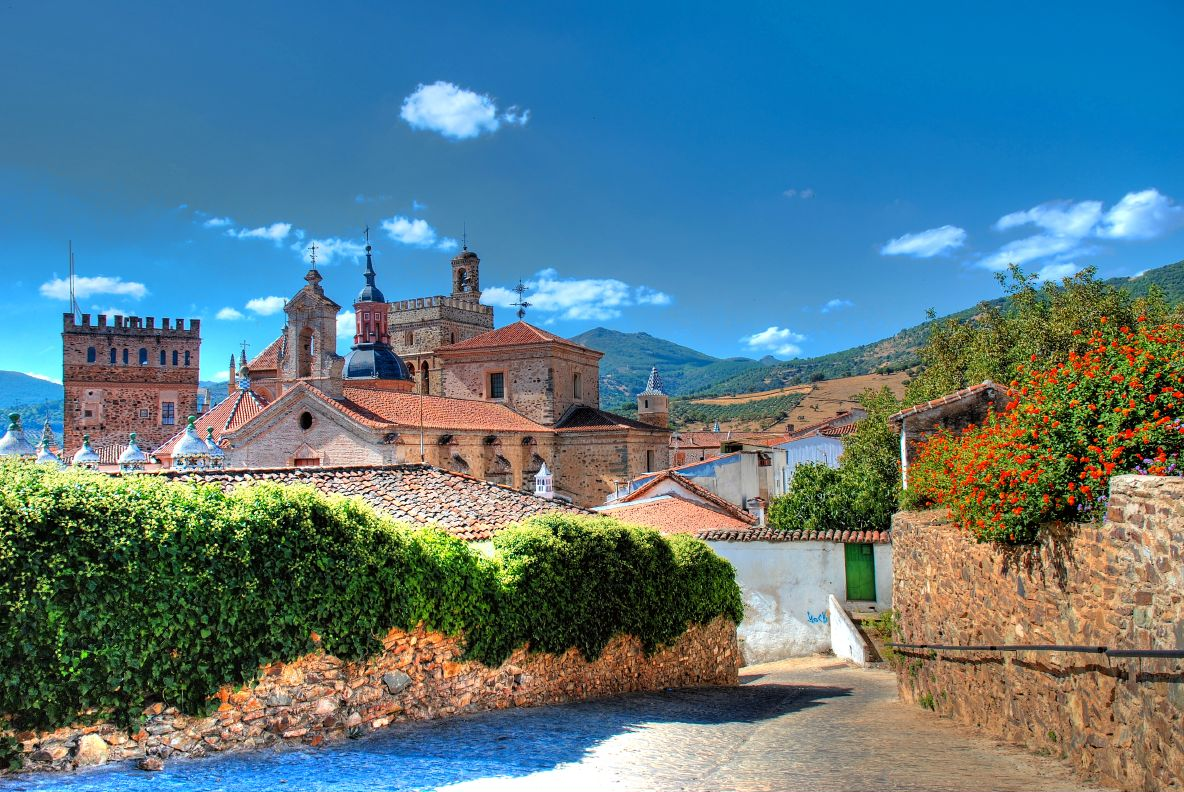
Kloster Guadelupe